# Charles Kemble

Charles Kemble

Charles Kemble (* 27. November 1775 in Brecon (Wales); † 12. November 1854 in City of London) war ein englischer Schauspieler.

## Leben
Kemble stammte aus einer Familie von Schauspielern: sein Vater war Roger Kemble (1721–1802), seine Mutter Sarah Ward (1735–1806). Er hatte noch elf Geschwister, darunter Sarah (1755–1831), John Philip (1757–1823) und Stephen (1758–1822).
Seinen ersten künstlerischen Unterricht erhielt er gleich seinen Geschwistern durch seine Eltern. seine Schulzeit verbrachte er an der „Douai School“, in Woolhampton (West Berkshire). Mit 17 Jahren kehrte Kemble 1792 zurück nach London und bekam eine Anstellung bei der Royal Post. Beeinflusst durch seine Familie, gab er noch im selben Jahr diesen Beruf auf und schloss sich dem Theater von Sheffield (South Yorkshire) an.
Zwei Jahre später gehörte Kemble in London zum Ensemble des Theatre Royal Drury Lane (West End) und wechselte 1797 an das Theatre Royal Haymarket. Mit den Jahren konnte sich Kemble mit Shakespeare-Stücken einen Namen machen. Trotz politisch schwieriger Zeiten (→Koalitionskriege) unternahm er 1802 eine Studien- und Gastspielreise auf den Kontinent, mehrheitlich durch Frankreich und Deutschland.
Nach seiner Rückkehr leitete Kemble zusammen mit seinem Bruder John Philip in London das Covent Garden Theatre (West End). Parallel zu seiner Arbeit als Theaterdirektor war er aber immer wieder im eigenen Theater in verschiedenen Stücken zu sehen. Am 2. Juli 1806 heiratete er die Schauspielerin Marie Thérèse du Camp und hatte mit ihr vier Kinder: John Mitchell (1807–1857), Fanny (1809–1893), Henry James (1812–1857) und Adelaide (1815–1879).
Als sich sein Bruder John Philip aus gesundheitlichen Gründen 1817 ins Privatleben zurückzog, übernahm er die alleinige Leitung des Theaters. 1826 unternahm er erneut eine Reise nach Frankreich und Deutschland. Zurück in London eröffnete er die Theatersaison mit Carl Maria von Webers Oberon und war damit sehr erfolgreich.
In den folgenden Jahren bemühte sich Kemble sehr, „deutsche Musik“ und „deutsches Theater“ in London bekannt zu machen. 1832 unternahm Kemble eine zweijährige Tournee in und durch die USA, bei der er von seiner Tochter Fanny begleitet wurde. Ab Herbst/Winter 1834 war er wieder an seinem Theater in London zu sehen. Im Dezember 1836 verkündigte Kemble als Schauspieler seinen offiziellen Abschied von der Bühne, war aber dann noch einige Zeit, meist bei karitativen Anlässen, als Schauspieler aktiv. Das letzte Mal trat er am 10. April 1840 in London auf.
Zwischen 1836 und 1840 fungierte er als „examiner of plays“ (→Patent Theatre). 1838 starb seine Ehefrau, die sich in Addlestone (Surrey) niedergelassen hatte und seit 1830 nicht mehr aufgetreten war. Kemble selbst, trat auf vielfachen Wunsch noch einige Male mit Lesungen vor ein Publikum, ein letztes Mal 1844/45 mit Werken von William Shakespeare in Willi’s Rooms.
Charles Kemble starb 1854 in London und fand seine letzte Ruhestätte auf dem Kensal Green Cemetery.

## Rollen (Auswahl)
- Orlando – Wie es euch gefällt (William Shakespeare)
- Malcolm – Macbeth (William Shakespeare)
- Archer – The beaux’ Stratagem (George Farquhar)[2]
- Dorincourt – Belle’s Stratagem (Hannah Cowley)
- Charles Surface – Suspicious Husband (Benjamin Hoadley)
- Laertes – Hamlet (William Shakespeare)
- Macduff – Macbeth (William Shakespeare)
- Cassio – Othello (William Shakespeare)